# Ӣ
La Ӣ, minuscolo ӣ è una lettera dell'alfabeto cirillico. Viene usata solo nella versione cirillica modificata per la lingua tagica dove rappresenta la consonante approssimante palatale /j/.